# Vodopiine, Sakî
Vodopiine (în ucraineană Водопійне) este un sat în comuna Sîzivka din raionul Sakî, Republica Autonomă Crimeea, Ucraina.

## Demografie
Componența lingvistică a localității Vodopiine
     Rusă (53,04%)
     Tătară crimeeană (37,84%)
     Ucraineană (8,45%)
     Alte limbi (0,68%)
Conform recensământului din 2001, majoritatea populației localității Vodopiine era vorbitoare de rusă (53,04%), existând în minoritate și vorbitori de tătară crimeeană (37,84%) și ucraineană (8,45%).